# Georges M.D.J. Troupin
Georges M.D.J. Troupin  (1923-1997) es un botánico y explorador belga.
Realizó incontables expediciones por los bosques de Ruanda, estudiando sobre el terreno su vegetación, antes de iniciar su impresionante inventario, contando con la colaboración de su colega del Kew Gardens Diane M. Bridson.

## Algunas publicaciones
- Troupin, G. 1978. Flore du Rwanda: spermatophytes. Ed. Musée Royal de l'Afrique Centrale

- ------------. 1956. Menispermaceae. Flora of tropical East Africa. Angiospermae. Ed. Secretary of State for the Colonies by the Crown Agents for Oversea Gov. & Administrations, 32 pp.

### Libros
- -------------, Urs Bloesch, N. Derungs. 2009.  Les plantes ligneuses du Rwanda: flore, écologie et usage. Ed. Shaker, 757 pp. ISBN 3832281983, ISBN 9783832281984

- -----------, DM Bridson. 1982. Flore des plantes ligneuses du Rwanda. Ed. Musée Royal de l'Afrique Centrale. 747 pp. 245 ilustr.

- Raynal, J, GMDJ Troupin, P Sita. 1981. Flore Et Medecine Traditionnelle: Mission D'etude 1978 Au Rwanda. Ed. Agence de cooperation culturelle et technique. ISBN 92-9028-015-8

- -----------. 1971. Syllabus de la flore du Rwanda. Annales 7: Sciences économiques, Musée royal de l'Afrique centrale. Ed. République rwandaise. Institut national de recherche scientifique, 498 pp.

- La abreviatura «Troupin» se emplea para indicar a Georges M.D.J. Troupin como autoridad en la descripción y clasificación científica de los vegetales.[4]

## Fuente
- Philippe Jaussaud & Édouard R. Brygoo. 2004. Du Jardin au Muséum en 516 biographies, Museo Nacional de Historia Natural de Francia, París, 630 pp.